# 水俣市立緑東中学校
水俣市立緑東中学校（みなまたしりつ りょくとうちゅうがっこう）は、熊本県水俣市葛渡にある公立中学校。

## 沿革
- 2011年（平成23年）4月 - 水俣市立葛渡中学校と水俣市立久木野中学校が統合し開校。

## 校歌
- 「未来への約束」 作詞・作曲:むたゆうじ[1]